# Jean-Claude Marcourt
Jean-Claude Marcourt (ur. 16 października 1956 w Awans) – belgijski i waloński polityk oraz prawnik, minister w regionalnych rządach.

## Życiorys
Ukończył studia prawnicze na Uniwersytecie w Liège, praktykował jako adwokat. Od 1992 do 2004 był szefem gabinetów ministrów rządów federalnych, walońskich i wspólnoty francuskiej. W 2004 objął stanowisko ministra gospodarki i zatrudnienia w rządzie Regionu Walońskiego, rok później dodatkowo przyznano mu kompetencje w zakresie handlu zagranicznego. W 2006 został radnym miejskim w Liège.
W wyborach w 2009 został wybrany do Europarlamentu VII kadencji. Złożył ślubowanie 14 lipca, jednak następnego dnia zrezygnował z mandatu. Powodem tej decyzji było zakończenie rozmów koalicyjnych i pozostawienie mu dotychczasowej teki ministerialnej w rządzie regionalnym nowej kadencji. W 2014 ponownie wybrany do regionalnego parlamentu, ponownie wszedł w skład rządu Regionu Walońskiego, zasiadając w nim do 2017 (mandat deputowanego regionalnego uzyskał też w 2019). W 2014 wszedł również w skład rządu wspólnoty francuskiej jako zastępca ministra-prezydenta i minister; zakończył urzędowanie w 2019. W tym samym roku objął funkcję przewodniczącego Parlamentu Walońskiego, zastępując Christophe’a Collignona. W grudniu 2022 zrezygnował z tej funkcji w związku z zarzutami dotyczących nieprawidłowego wykorzystywania funduszy publicznych.